# نابغه (آلبوم)
نابغه آلبوم ششم ریک راس، خواننده هیپ هاپ آمریکایی تبار است که تابستان ۲۰۱۳ منتشر شده است. اولین تک‌آهنگ عرضه شده از این آلبوم "Box Chevy" (نوعی شورولت) است که در ۱۵ فوریه ۲۰۱۳ در آی تیونز منتشر شد. موزیک ویدیوی کار هم در ۱ آوریل ۲۰۱۳ فیلمبرداری شد که اعضای ام ام جی(Maybach Music Group) یعنی گان پلِی، استلی و راکی فرِش در آن حضور افتخاری دارند.